# Carolina Morace
Carolina Morace (Venezia, 5 febbraio 1964) è una politica, allenatrice di calcio ed ex calciatrice italiana, di ruolo attaccante.

## Biografia
Laureata in giurisprudenza all'Università degli Studi di Roma "La Sapienza", esercita dal 1998 la professione legale.
Ha fatto coming out riguardo alla sua omosessualità, raccontando la sua vita nel libro Fuori dagli schemi, pubblicato nel 2020. Nel 2012 si è infatti unita civilmente con l'ex calciatrice australiana Nicola Jane Williams, la prima a Bristol, sul piroscafo SS Great Britain, e la seconda in Australia.
Nell'aprile del 2024 Giuseppe Conte, presidente del Movimento 5 Stelle, ne ha annunciato la candidatura alle elezioni europee dell'8 e 9 giugno, come capolista nella circoscrizione Centro, a seguito delle quali è stata eletta europarlamentare con oltre 31.000 preferenze.

## Carriera

### Giocatrice

Morace in azione alla Lazio CF nella stagione 1986-1987

Debuttò con la nazionale italiana nel 1978 contro la Jugoslavia; da allora è scesa in campo con la maglia azzurra per 153 volte e ha segnato 105 reti. Con la nazionale ha sfiorato la vittoria nel Campionato europeo in due occasioni, nel 1993 e 1997 (finalista entrambe le volte).
Dopo 19 anni dalla sua prima partita in nazionale, decise di ritirarsi nel 1998. Nella sua carriera ha vinto 12 scudetti, 2 Coppe Italia e 1 Supercoppa italiana, oltre a essere stata 12 volte capocannoniere della Serie A (11 consecutivamente). I grandi risultati ottenuti la consacrano come la giocatrice italiana più forte di tutti i tempi, insieme a Elisabetta Vignotto e Patrizia Panico.

### Allenatrice
Conclusa l'attività agonistica nel 1998, intraprese da subito la carriera in panchina guidando il settore femminile della Lazio. Nell'estate 1999 passò alla Viterbese del presidente Luciano Gaucci, risultando la prima donna a guidare una formazione maschile in ambito professionistico. L'esperienza fu tuttavia di breve durata, poiché la trentacinquenne si dimise già nel mese di settembre dopo le prime due giornate del campionato di Serie C1; a causare la decisione furono gli esoneri della vice Elisabetta Bavagnoli e del preparatore atletico Luigi Perrone, suoi collaboratori da un quindicennio.
Dal 2000 al 2005 sedette quindi sulla panchina della nazionale femminile italiana, guidando poi la rappresentativa parlamentare.

Morace (a sinistra) durante la sua breve esperienza del 1999 sulla panchina della Viterbese, insieme alla sua vice Betty Bavagnoli

Nel febbraio 2009 divenne l'allenatrice della nazionale femminile canadese, aggiudicandosi il titolo continentale nel 2010. A seguito della deludente partecipazione ai Mondiali di Germania 2011, con le nordamericane estromesse al primo turno, rassegnò le dimissioni.
Prima donna a entrare nella Hall of Fame del calcio italiano, dal 2016 al 2018 ha guidato la nazionale femminile trinidadiana, assumendo al contempo l'incarico di responsabile del settore giovanile, prima di accordarsi con la neoistituita squadra del Milan femminile. L'esperienza in rossonero è terminata nel maggio 2019, dopo un terzo posto in Serie A.
Il 31 gennaio 2021 torna in biancoceleste, stavolta con la Lazio femminile, squadra militante in Serie B, sostituendo Ashraf Seleman, tecnico che aveva guidato la squadra per una stagione e mezza portandola alla soglia della promozione al termine del campionato 2020-2021 ma esonerato dopo il deludente pareggio con il Pontedera, squadra di bassa classifica. Morace, che dalla 15ª giornata non perde un incontro, anche grazie alla capacità realizzativa della bomber Adriana Martín, scala via via la classifica dalla 5ª posizione erodendo il vantaggio della capolista Pomigliano, conquistando prima, a due giornate dalla fine, la matematica promozione dopo la vittoria nel derby con la Roma Calcio Femminile, e poi la vetta della classifica della Serie B, complici i risultati negativi delle campane.
Confermata alla guida della squadra anche per la stagione 2021-2022, tuttavia l'impatto con la Serie A si rivela pesante, con la squadra che dopo due sconfitte di misura alle prime due giornate subisce due pesanti sconfitte, in sequenza con Milan (8-1) e Fiorentina (6-1). L'ulteriore rovescio esterno per 3-0 con il Sassuolo mina definitivamente la fiducia della società, che decide di esonerarla il 3 ottobre 2021.

### Fuori dal campo

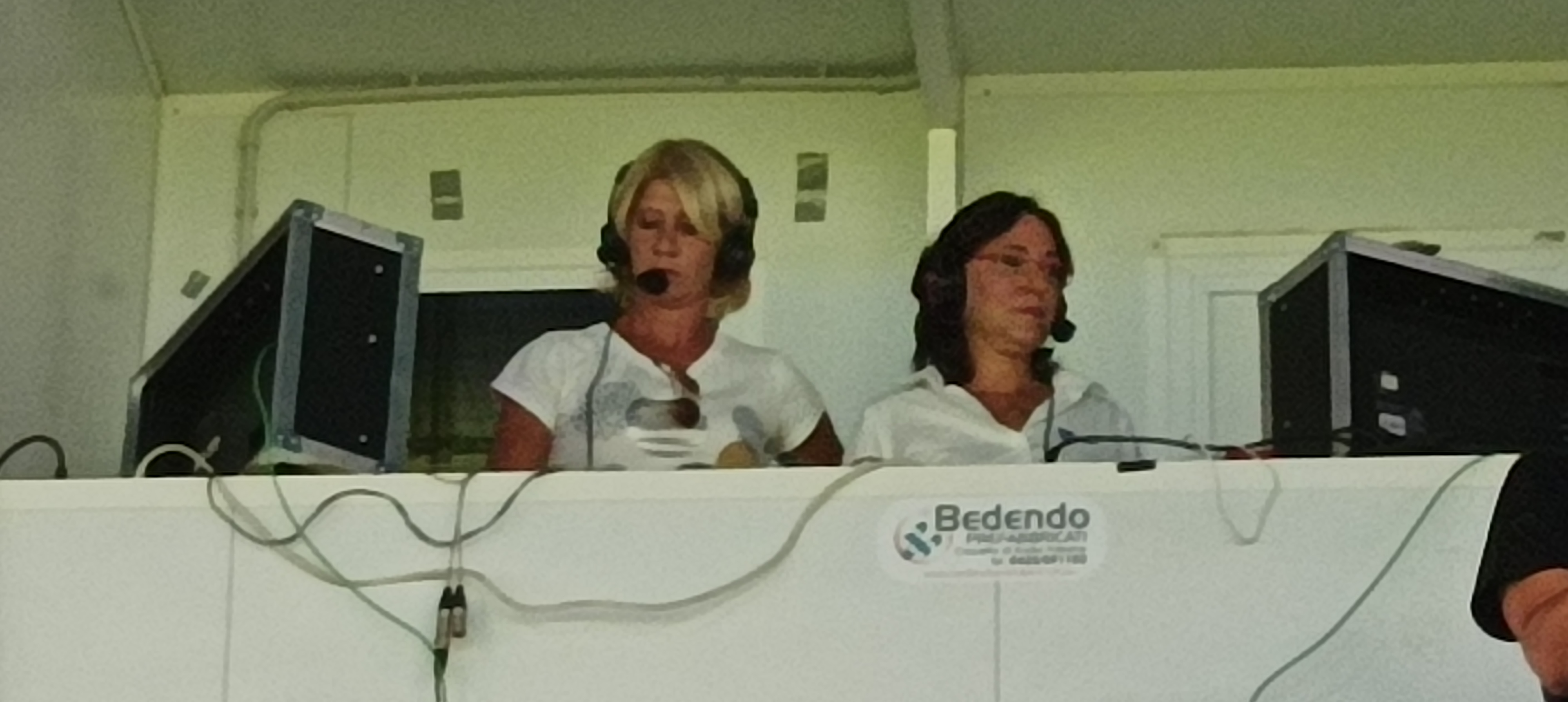
Morace (a sinistra), assieme a Tiziana Alla, nel ruolo di telecronista allo stadio Paolo Mazza di Ferrara.

Vanta numerose esperienze televisive, a cominciare dalla sostituzione di Alba Parietti a Galagoal nel 1992. Fu inoltre commentatrice per Campioni, il sogno nel 2005 relativamente alle gare del Cervia, affiancando poi Darwin Pastorin in occasione dei Mondiali 2006 nella trasmissione Il gol sopra Berlino. Nella stagione 2006-07 presenziò invece a Le partite non finiscono mai, in onda su LA7, comparendo infine in Rai in concomitanza degli Europeo 2008.
Nel 2019, dopo l'abbandono alla panchina milanista, svolge il ruolo di commentatrice per Sky Sport durante il Mondiale femminile: in seguito passa al commento tecnico per la Serie A 2019-2020. Nel 2022 diventa opinionista de La Domenica Sportiva e commenta gli incontri della nazionale femminile all'Europeo di Inghilterra 2022 e per le qualificazioni, nel gruppo G della zona UEFA, al Mondiale di Australia e Nuova Zelanda 2023.

## Statistiche

### Statistiche da allenatrice

#### Club maschile
Statistiche aggiornate al 6 luglio 2019.
| Stagione        | Squadra         | Campionato      | Campionato | Campionato | Campionato | Campionato | Coppe nazionali | Coppe nazionali | Coppe nazionali | Coppe nazionali | Coppe nazionali | Coppe continentali | Coppe continentali | Coppe continentali | Coppe continentali | Coppe continentali | Altre coppe | Altre coppe | Altre coppe | Altre coppe | Altre coppe | Totale | Totale | Totale | Totale | % Vittorie | Piazzamento |
| Stagione        | Squadra         | Comp            | G          | V          | N          | P          | Comp            | G               | V               | N               | P               | Comp               | G                  | V                  | N                  | P                  | Comp        | G           | V           | N           | P           | G      | V      | N      | P      | %          | Piazzamento |
| --------------- | --------------- | --------------- | ---------- | ---------- | ---------- | ---------- | --------------- | --------------- | --------------- | --------------- | --------------- | ------------------ | ------------------ | ------------------ | ------------------ | ------------------ | ----------- | ----------- | ----------- | ----------- | ----------- | ------ | ------ | ------ | ------ | ---------- | ----------- |
| lug.-set. 1999  | Viterbese       | C1              | 2          | 1          | 0          | 1          | CI-C            | 3               | 2               | 1               | 0               | -                  | -                  | -                  | -                  | -                  | -           | -           | -           | -           | -           | 5      | 3      | 1      | 1      | 60,00      | Dimissioni  |
| Totale carriera | Totale carriera | Totale carriera | 2          | 1          | 0          | 1          |                 | 3               | 2               | 1               | 0               |                    | -                  | -                  | -                  | -                  |             | -           | -           | -           | -           | 5      | 3      | 1      | 1      | 60,00      |             |

#### Club femminile
Statistiche aggiornate al 3 ottobre 2021.
| Stagione        | Squadra         | Campionato      | Campionato | Campionato | Campionato | Campionato | Coppe nazionali | Coppe nazionali | Coppe nazionali | Coppe nazionali | Coppe nazionali | Coppe continentali | Coppe continentali | Coppe continentali | Coppe continentali | Coppe continentali | Altre coppe | Altre coppe | Altre coppe | Altre coppe | Altre coppe | Totale | Totale | Totale | Totale | % Vittorie | Piazzamento     |
| Stagione        | Squadra         | Comp            | G          | V          | N          | P          | Comp            | G               | V               | N               | P               | Comp               | G                  | V                  | N                  | P                  | Comp        | G           | V           | N           | P           | G      | V      | N      | P      | %          | Piazzamento     |
| --------------- | --------------- | --------------- | ---------- | ---------- | ---------- | ---------- | --------------- | --------------- | --------------- | --------------- | --------------- | ------------------ | ------------------ | ------------------ | ------------------ | ------------------ | ----------- | ----------- | ----------- | ----------- | ----------- | ------ | ------ | ------ | ------ | ---------- | --------------- |
| 2018-2019       | Milan           | A               | 22         | 16         | 3          | 3          | CI              | 5               | 3               | 1               | 1               | -                  | -                  | -                  | -                  | -                  | -           | -           | -           | -           | -           | 27     | 19     | 4      | 4      | 70,37      | 3º              |
| gen.-giu. 2021  | Lazio           | B               | 14         | 9          | 5          | 0          | CI              | -               | -               | -               | -               | -                  | -                  | -                  | -                  | -                  | -           | -           | -           | -           | -           | 14     | 9      | 5      | 0      | 64,29      | Sub. 1º (prom.) |
| 2021-2022       | Lazio           | A               | 5          | 0          | 0          | 5          | CI              | -               | -               | -               | -               | -                  | -                  | -                  | -                  | -                  | -           | -           | -           | -           | -           | 5      | 0      | 0      | 5      | &0,00      | Eson.           |
| Totale carriera | Totale carriera | Totale carriera | 41         | 25         | 8          | 8          |                 | 5               | 3               | 1               | 1               |                    | -                  | -                  | -                  | -                  |             | -           | -           | -           | -           | 46     | 28     | 9      | 9      | 60,87      |                 |

#### Panchine da CT della nazionale femminile
| Cronologia completa delle presenze e delle reti in nazionale ― Italia | Cronologia completa delle presenze e delle reti in nazionale ― Italia | Cronologia completa delle presenze e delle reti in nazionale ― Italia | Cronologia completa delle presenze e delle reti in nazionale ― Italia | Cronologia completa delle presenze e delle reti in nazionale ― Italia | Cronologia completa delle presenze e delle reti in nazionale ― Italia | Cronologia completa delle presenze e delle reti in nazionale ― Italia                           | Cronologia completa delle presenze e delle reti in nazionale ― Italia |
| Data                                                                  | Città                                                                 | In casa                                                               | Risultato                                                             | Ospiti                                                                | Competizione                                                          | Reti                                                                                            | Note                                                                  |
| --------------------------------------------------------------------- | --------------------------------------------------------------------- | --------------------------------------------------------------------- | --------------------------------------------------------------------- | --------------------------------------------------------------------- | --------------------------------------------------------------------- | ----------------------------------------------------------------------------------------------- | --------------------------------------------------------------------- |
| 27-9-2000                                                             | San Giorgio di Nogaro                                                 | Italia                                                                | 2 – 1                                                                 | Slovacchia                                                            | Amichevole                                                            | -                                                                                               |                                                                       |
| 14-10-2000                                                            | Roma                                                                  | Italia                                                                | 3 – 1                                                                 | Francia                                                               | Amichevole                                                            | -                                                                                               |                                                                       |
| 18-10-2000                                                            | Palermo                                                               | Italia                                                                | 3 – 0                                                                 | Portogallo                                                            | Qual. Euro 2001 - Play-off                                            | Federica D'Astolfi Tatiana Zorri Rita Guarino                                                   | [ 43 ]                                                                |
| 22-11-2000                                                            | Portalegre                                                            | Portogallo                                                            | 1 – 0                                                                 | Italia                                                                | Qual. Euro 2001 - Play-off                                            | -                                                                                               | [ 44 ]                                                                |
| 17-1-2001                                                             | Vibo Valentia                                                         | Italia                                                                | 3 – 0                                                                 | Scozia                                                                | Amichevole                                                            | -                                                                                               |                                                                       |
| 7-3-2001                                                              | Rieti                                                                 | Italia                                                                | 1 – 0                                                                 | Stati Uniti                                                           | Amichevole                                                            | -                                                                                               |                                                                       |
| 1-5-2001                                                              | Monza                                                                 | Italia                                                                | 2 – 0                                                                 | Belgio                                                                | Amichevole                                                            | -                                                                                               |                                                                       |
| 10-5-2001                                                             | Troisdorf                                                             | Germania                                                              | 1 – 0                                                                 | Italia                                                                | Amichevole                                                            | -                                                                                               |                                                                       |
| 17-6-2001                                                             | Tavarone                                                              | Italia                                                                | 2 – 0                                                                 | Finlandia                                                             | Amichevole                                                            | -                                                                                               |                                                                       |
| 25-6-2001                                                             | Aalen                                                                 | Italia                                                                | 2 – 1                                                                 | Danimarca                                                             | Euro 2001 - Girone                                                    | 2 Patrizia Panico                                                                               |                                                                       |
| 28-6-2001                                                             | Reutlingen                                                            | Norvegia                                                              | 1 – 1                                                                 | Italia                                                                | Euro 2001 - Girone                                                    | Rita Guarino                                                                                    |                                                                       |
| 1-7-2001                                                              | Ulma                                                                  | Francia                                                               | 2 – 0                                                                 | Italia                                                                | Euro 2001 - Girone                                                    | -                                                                                               |                                                                       |
| 8-9-2001                                                              | Reykjavík                                                             | Islanda                                                               | 2 – 1                                                                 | Italia                                                                | Qual. Mondiali 2003                                                   | Ásthildur Helgadóttir (aut.)                                                                    |                                                                       |
| 10-10-2001                                                            | Siena                                                                 | Italia                                                                | 1 – 3                                                                 | Russia                                                                | Qual. Mondiali 2003                                                   | Rita Guarino                                                                                    |                                                                       |
| 28-11-2001                                                            | Perugia                                                               | Italia                                                                | 3 – 0                                                                 | Spagna                                                                | Qual. Mondiali 2003                                                   | -                                                                                               |                                                                       |
| 13-2-2002                                                             | Ostia                                                                 | Italia                                                                | 2 – 0                                                                 | Paesi Bassi                                                           | Amichevole                                                            | -                                                                                               |                                                                       |
| 24-3-2002                                                             | Pozoblanco                                                            | Spagna                                                                | 0 – 1                                                                 | Italia                                                                | Qual. Mondiali 2003                                                   | -                                                                                               |                                                                       |
| 10-4-2002                                                             | Copenaghen                                                            | Danimarca                                                             | 4 – 0                                                                 | Italia                                                                | Amichevole                                                            | -                                                                                               |                                                                       |
| 22-5-2002                                                             | Seljatino                                                             | Russia                                                                | 2 – 1                                                                 | Italia                                                                | Qual. Mondiali 2003                                                   | -                                                                                               |                                                                       |
| 8-6-2002                                                              | Arzachena                                                             | Italia                                                                | 0 – 0                                                                 | Islanda                                                               | Qual. Mondiali 2003                                                   | -                                                                                               |                                                                       |
| 13-6-2002                                                             | Požarevac                                                             | Jugoslavia                                                            | 0 – 6                                                                 | Italia                                                                | Amichevole                                                            | -                                                                                               |                                                                       |
| 2-10-2002                                                             | Cary                                                                  | Stati Uniti                                                           | 4 – 0                                                                 | Italia                                                                | Coppa USA 2002                                                        | -                                                                                               |                                                                       |
| 6-10-2002                                                             | Cary                                                                  | Italia                                                                | 1 – 2                                                                 | Russia                                                                | Coppa USA 2002                                                        | -                                                                                               |                                                                       |
| 9-10-2002                                                             | Cary                                                                  | Australia                                                             | 0 – 1                                                                 | Italia                                                                | Coppa USA 2002                                                        | -                                                                                               |                                                                       |
| 13-11-2002                                                            | Lovanio                                                               | Belgio                                                                | 1 – 5                                                                 | Italia                                                                | Amichevole                                                            | -                                                                                               |                                                                       |
| 22-1-2003                                                             | Roma                                                                  | Italia                                                                | 4 – 1                                                                 | Scozia                                                                | Amichevole                                                            | -                                                                                               |                                                                       |
| 25-2-2003                                                             | Viareggio                                                             | Italia                                                                | 1 – 0                                                                 | Inghilterra                                                           | Amichevole                                                            | -                                                                                               |                                                                       |
| 30-3-2003                                                             | Trento                                                                | Italia                                                                | 8 – 0                                                                 | Serbia e Montenegro                                                   | Qual. Euro 2005                                                       | Chiara Gazzoli Tatiana Zorri (rig.) 2 Rita Guarino Pamela Conti Patrizia Panico Alessia Tuttino |                                                                       |
| 16-4-2003                                                             | Hoofddorp                                                             | Paesi Bassi                                                           | 0 – 5                                                                 | Italia                                                                | Amichevole                                                            | -                                                                                               |                                                                       |
| 17-5-2003                                                             | Solna                                                                 | Svezia                                                                | 5 – 0                                                                 | Italia                                                                | Qual. Euro 2005                                                       | -                                                                                               |                                                                       |
| 19-7-2003                                                             | Vaasa                                                                 | Finlandia                                                             | 1 – 1                                                                 | Italia                                                                | Qual. Euro 2005                                                       | Patrizia Panico                                                                                 |                                                                       |
| 9-9-2003                                                              | Livingston                                                            | Scozia                                                                | 0 – 4                                                                 | Italia                                                                | Amichevole                                                            | -                                                                                               |                                                                       |
| 27-7-2003                                                             | Frauenfeld                                                            | Svizzera                                                              | 0 – 1                                                                 | Italia                                                                | Qual. Euro 2005                                                       | Patrizia Panico                                                                                 |                                                                       |
| 22-10-2003                                                            | Kansas City                                                           | Stati Uniti                                                           | 2 – 2                                                                 | Italia                                                                | Amichevole                                                            | -                                                                                               |                                                                       |
| 21-1-2004                                                             | Atene                                                                 | Grecia                                                                | 0 – 3                                                                 | Italia                                                                | Amichevole                                                            | -                                                                                               |                                                                       |
| 17-2-2004                                                             | Viareggio                                                             | Italia                                                                | 2 – 1                                                                 | Paesi Bassi                                                           | Amichevole                                                            | -                                                                                               |                                                                       |
| 14-3-2004                                                             | Guia                                                                  | Italia                                                                | 1 – 0                                                                 | Cina                                                                  | Algarve Cup 2004 - Girone                                             | Maria Ilaria Pasqui                                                                             |                                                                       |
| 16-3-2004                                                             | Olhão                                                                 | Norvegia                                                              | 3 – 0                                                                 | Italia                                                                | Algarve Cup 2004 - Girone                                             | -                                                                                               |                                                                       |
| 18-3-2004                                                             | Lagos                                                                 | Finlandia                                                             | 1 – 2                                                                 | Italia                                                                | Algarve Cup 2004 - Girone                                             | Patrizia Panico Maria Ilaria Pasqui                                                             |                                                                       |
| 20-3-2004                                                             | Faro                                                                  | Francia                                                               | 3 – 3 dts (4-3 dtr)                                                   | Italia                                                                | Algarve Cup 2004 - 3º/4º posto                                        | 2 Patrizia Panico Chiara Gazzoli                                                                |                                                                       |
| 31-3-2004                                                             | Bolzano                                                               | Italia                                                                | 0 – 1                                                                 | Germania                                                              | Amichevole                                                            | -                                                                                               |                                                                       |
| 24-4-2004                                                             | Andria                                                                | Italia                                                                | 1 – 1                                                                 | Finlandia                                                             | Qual. Euro 2005                                                       | Patrizia Panico                                                                                 |                                                                       |
| 22-5-2004                                                             | Trapani                                                               | Italia                                                                | 0 – 0                                                                 | Svizzera                                                              | Qual. Euro 2005                                                       | -                                                                                               |                                                                       |
| 26-6-2004                                                             | Benevento                                                             | Italia                                                                | 2 – 1                                                                 | Svezia                                                                | Qual. Euro 2005                                                       | Chiara Gazzoli Patrizia Panico                                                                  |                                                                       |
| 4-9-2004                                                              | Bergen                                                                | Norvegia                                                              | 3 – 1                                                                 | Italia                                                                | Amichevole                                                            | -                                                                                               |                                                                       |
| 25-9-2004                                                             | Niš                                                                   | Serbia e Montenegro                                                   | 1 – 2                                                                 | Italia                                                                | Qual. Euro 2005                                                       | Melania Gabbiadini Moira Placchi                                                                |                                                                       |
| 13-11-2004                                                            | Crotone                                                               | Italia                                                                | 2 – 1                                                                 | Rep. Ceca                                                             | Qual. Euro 2005 - Play-off                                            | Tatiana Zorri Alessia Tuttino                                                                   |                                                                       |
| 27-11-2004                                                            | Čáslav                                                                | Rep. Ceca                                                             | 0 – 3                                                                 | Italia                                                                | Qual. Euro 2005 - Play-off                                            | Ilaria Pasqui Patrizia Panico Elisa Camporese                                                   |                                                                       |
| 17-2-2005                                                             | Milton Keynes                                                         | Inghilterra                                                           | 4 – 1                                                                 | Italia                                                                | Amichevole                                                            | -                                                                                               |                                                                       |
| 23-2-2005                                                             | Santa Maria da Feira                                                  | Portogallo                                                            | 0 – 2                                                                 | Italia                                                                | Amichevole                                                            | -                                                                                               |                                                                       |
| 13-4-2005                                                             | Genova                                                                | Italia                                                                | 1 – 0                                                                 | Danimarca                                                             | Amichevole                                                            | -                                                                                               |                                                                       |
| 27-4-2005                                                             | Fiuggi                                                                | Italia                                                                | 0 – 0                                                                 | Finlandia                                                             | Amichevole                                                            | -                                                                                               |                                                                       |
| 18-5-2005                                                             | Venezia                                                               | Italia                                                                | 2 – 0                                                                 | Irlanda                                                               | Amichevole                                                            | -                                                                                               |                                                                       |
| 6-6-2005                                                              | Preston                                                               | Francia                                                               | 3 – 1                                                                 | Italia                                                                | Euro 2005 - Girone                                                    | Sara Di Filippo                                                                                 | Cap: P. Panico                                                        |
| 9-6-2005                                                              | Preston                                                               | Italia                                                                | 0 – 4                                                                 | Germania                                                              | Euro 2005 - Girone                                                    | -                                                                                               | Cap: P. Panico                                                        |
| 12-6-2005                                                             | Preston                                                               | Norvegia                                                              | 5 – 3                                                                 | Italia                                                                | Euro 2005 - Girone                                                    | 2 Melania Gabbiadini Elisa Camporese                                                            | Cap: P. Panico                                                        |
| Totale                                                                |                                                                       | Presenze                                                              | 56                                                                    |                                                                       | Reti                                                                  | 99                                                                                              |                                                                       |

## Palmarès

### Giocatrice

#### Club
- Campionato italiano: 12

Trani 80: 1984, 1985-1986
Lazio: 1986-1987, 1987-1988
Reggiana: 1989-1990, 1990-1991
Milan Salvarani: 1991-1992
Torres Fo.S.: 1993-1994
Agliana: 1994-1995
Verona Günther: 1995-1996
Modena: 1996-1997, 1997-1998
- Coppa Italia: 2

Lazio: 1985, 1986-1987
- Supercoppa italiana: 1

Modena: 1997

#### Nazionale
- Mundialito: 3

Giappone 1981, Italia 1984, Italia 1986

#### Individuale
- Capocannoniere della Serie A: 12

Lazio: 1984-1985 (27 reti), 1987-1988 (40 reti), 1988-1989 (26 reti)
Reggiana: 1989-1990 (38 reti), 1990-1991 (29 reti)
Milan 82: 1991-1992 (31 reti), 1992-1993 (33 reti)
Torres: 1993-1994 (33 reti),
Agliana:1994-1995 (31 reti)
Verona Gunther: 1995-1996 (39 reti)
Modena: 1996-1997 (47 reti), 1997-1998 (41 reti)
- UEFA Golden Player

Norvegia-Svezia 1997
- Inserita nella Hall of Fame del calcio italiano nella categoria Calciatrice italiana

2014

### Allenatrice

#### Club
- Campionato italiano di Serie B: 1

Lazio: 2020-2021

#### Nazionale
- CONCACAF Women's Championship: 1

Canada: Messico 2010
- Cyprus Cup: 1

Canada: 2011

#### Individuale
- Inserita tra le Leggende del calcio del Golden Foot

2019